# 92黑玫瑰對黑玫瑰
《92黑玫瑰對黑玫瑰》是一部由劉鎮偉執導、編劇的香港喜劇片；該年香港電影總票房第15名，本片榮獲第12屆香港電影金像獎最佳男主角及最佳女配角。本片續集為《黑玫瑰之義結金蘭》，當中黑玫瑰角色設定乃取材自1965年楚原導演的《黑玫瑰》系列。
2005年，本片獲香港電影金像獎協會票選為「最佳華語片一百部」之一。 2011年，本片獲香港電影資料館列入「百部不可不看的香港電影」之一。

## 劇情簡介
工作和感情極其不順利的兒童編劇黃蝴蝶（邵美琪 飾），欲自殺之時，卻被情侶誤作打劫；為歸還情侶逃走時遺下的財物，蝴蝶遂找好友周慧娟（毛舜筠 飾）同行，未料卻捲入一起毒品交易兼互相殘殺的案件。為免惹警方懷疑，蝴蝶恣意模仿俠盜黑玫瑰留下記號，結果卻引出黑玫瑰的真正傳人飄紅（馮寶寶 飾）和豔芬（黃韻詩 飾），將蝴蝶捉去；暗戀蝴蝶的呂奇（梁家輝 飾）警官前往相救，沒想到這對瘋癲姐妹錯認呂奇是當年的負心漢，引發出笑料百出的奇遇來……

## 人物角色
依出場序
| 演員     | 角色   | 粵語配音 | 備註                                                                                   |
| 邵美琪   | 黃蝴蝶 | 邵美琪   | 兒童編劇，周惠娟摯友                                                                   |
| 梁家輝   | 呂奇   | 梁家輝   | 重案組警長；住在黃蝴蝶樓上，亦對她抱有好感                                             |
| 毛舜筠   | 周惠娟 | 毛舜筠   | 黃蝴蝶摯友，林超之妻                                                                   |
| 黃韻詩   | 豔芬   | 黃韻詩   | 黑玫瑰傳人，飄紅之師姐；性格強勢                                                       |
| 馮寶寶   | 飄紅   | 馮寶寶   | 黑玫瑰傳人，豔芬之師妹；患有失憶症，持有掌門鈴                                         |
| 劉國昌   | 編輯   | 陳欣     | （友情客串）黃蝴蝶上司                                                                 |
| 陳輝虹   | 林超   | 馮永和   | （友情客串）周惠娟之夫                                                                 |
| 葉榮祖   | 肥經理 | 林保全   | （友情客串）保險公司經理，林超上司                                                     |
| 林立三   | Alan   | 林保全   | （友情客串）被黃蝴蝶誤搶的情侶男方；遭Apple殺害，死前對巫良開槍                        |
| 孫名翠   | Apple  | 黃玉娟   | （友情客串）被黃蝴蝶誤搶的情侶女方；與巫良勾搭，後反被殺害                             |
| 潘源良   | 記者   | 馮永和   | （友情客串）報導關於黑玫瑰案件一事                                                     |
| 郭錦恩   | 全妻   |          | 阿全之妻，不喜黃蝴蝶與阿全聯繫                                                         |
| 林祖輝   | 阿全   |          | 警察；黃蝴蝶之前夫                                                                     |
| 張英才   | 張警司 | 馮永和   | 警署的老警司，知曉「黑玫瑰」傳說                                                       |
| 黎應就   | 黎警司 | 盧雄     | 辦理毒販自相殘殺一案，與巫良勾搭                                                       |
| 陳遠佳   | 夜叉   | 林保全   | 黃蝴蝶鄰居，叔父乙兒子；遊手好閒，平日常四人群聚，現身於成親宴上，知道呂奇的真實身份。 |
| 張國梁   | 巫良   | 陳欣     | 喪標之下屬；勾搭Apple，遭Alan死前開槍，未死；欲黑吃黑，勾結黎警司                      |
| 葉進     | 喪標   | 馮永和   | 毒販商首領，巫良之上司                                                                 |
| 林星明   | 肥馬仔 |          | 巫良之手下；監視周惠娟，後背其打昏而逃跑                                               |
| 俞明     | 叔父甲 | 盧雄     | 豔芬和呂奇成親宴上出現                                                                 |
| 白文彪   | 叔父乙 | 馮永和   | 豔芬和呂奇成親宴上出現；夜叉的父親                                                     |
| 司馬華龍 | 叔父丙 | 陳欣     | 豔芬和呂奇成親宴上出現                                                                 |
| 方萍     | 十三姨 | 黃玉娟   | 豔芬和呂奇成親宴上出現                                                                 |

## 電影音樂
- 主題曲〈美麗的花蝴蝶〉

主唱：張洪量
作詞／曲：張洪量

- 插曲〈舊歡如夢〉

主唱：黃韻詩／馮寶寶／盧冠廷
作曲：許石
填詞：龐秋華
編曲：盧東尼
- 插曲〈你回來吧〉　原曲為翁倩玉的〈たそがれの赤い月〉

主唱：黃韻詩／馮寶寶／盧冠廷
作曲：市川昭介
作詞：嚴歡

## 獎項
| 年份 | 頒獎典禮             | 獎項             | 名單   | 結果 |
| ---- | -------------------- | ---------------- | ------ | ---- |
| 1993 | 第12屆香港電影金像獎 | 最佳電影         |        | 提名 |
| 1993 | 第12屆香港電影金像獎 | 最佳導演         | 劉鎮偉 | 提名 |
| 1993 | 第12屆香港電影金像獎 | 最佳編劇         | 劉鎮偉 | 提名 |
| 1993 | 第12屆香港電影金像獎 | 最佳男主角       | 梁家輝 | 獲獎 |
| 1993 | 第12屆香港電影金像獎 | 最佳女配角       | 毛舜筠 | 提名 |
| 1993 | 第12屆香港電影金像獎 | 最佳女配角       | 黃韻詩 | 提名 |
| 1993 | 第12屆香港電影金像獎 | 最佳女配角       | 馮寶寶 | 獲獎 |
| 1993 | 第12屆香港電影金像獎 | 最佳服裝造型設計 | 陳亞祖 | 提名 |
| 1993 | 第12屆香港電影金像獎 | 最佳電影配樂     | 盧冠廷 | 提名 |

## 外部連結
- 香港影庫上《92黑玫瑰對黑玫瑰》的資料（繁體中文）
- 開眼電影網上《92黑玫瑰對黑玫瑰》的資料（繁體中文）
- 豆瓣电影上《92黑玫瑰對黑玫瑰》的資料 （简体中文）
- 时光网上《92黑玫瑰對黑玫瑰》的資料（简体中文）
- AllMovie上《92黑玫瑰對黑玫瑰》的资料（英文）
- 爛番茄上《92黑玫瑰對黑玫瑰》的資料（英文）
- 互联网电影数据库（IMDb）上《92黑玫瑰對黑玫瑰》的资料（英文）